# Санкции Великобритании
Великобритания реализует ряд  режимов санкций  (ООН и автономных) посредством положений, принятых в соответствии с Законом о санкциях и борьбе с отмыванием денег 2018 года. Режимы санкций Великобритании вступили в силу 1 января 2021 года (после Brexit). Некоторые санкционные меры применяются посредством других законодательных актов, таких как Закон об иммиграции 1971 года и Указ о контроле за экспортом 2008 года.

## Государственные органы
Государственным органом, ответственным за действующие режимы санкций  является Министерство иностранных дел, Содружества наций и развития Великобритании (FCDO), которое по каждому текущему режиму, принимает нормативные указания по странам и темам.
- Торговые санкции
- Финансовые санкции
- Транспортные санкции
- Иммиграционные санкции

## Экспортный контроль
Экспортный контроль Великобритании регулируется Законом о контроле за экспортом 2002 года, Приказом о контроле за экспортом 2008 года и торговыми санкциями посредством положений, установленных в соответствии с Законом о санкциях и борьбе с отмыванием денег 2018 года (SAMLA 2018).
В соответствии с Приложением 1 к закону SAMLA 2018 правительство Великобритании может принимать постановления, вводящие торговые санкции, которые включают предотвращение импорта/экспорта товаров или технологий установленного описания.
Целью экспортного контроля Великобритании является управление рисками международных передач чувствительных товаров, которые могут быть использованы не по назначению для подрыва национальной безопасности или разжигания конфликтов, терроризма, преступности, нарушений прав человека или распространения оружия массового поражения .
Контроль требует разрешения/лицензирования экспорта, а в некоторых случаях и посредничества или перевалки чувствительных товаров, программного обеспечения и технологий.
Военные списки и списки товаров двойного назначения ЕС, Великобритании и США содержат общее ядро позиций, согласованное на международном уровне четырьмя многосторонними группами стран «Режима экспортного контроля», которые координируют усилия по регулированию экспорта чувствительных товаров.
Страновые санкционированные направления, подлежащие экспортному контролю: Беларусь, Венесуэла, Зимбабве, Иран, Ирак, КНДР, Ливан, Ливия, Мьянма, КНДР, Россия, Сирия.

### Ответственность
Нарушение экспортного контроля, как правило, является уголовным преступлением. В порядке возрастания, основные наказания, как правило, назначаемые за нарушения, следующие:
- Предупреждающее письмо: как правило, применяется к впервые совершенным правонарушениям, которые являются незначительными или о которых сообщалось добровольно;
- Отзыв экспортных лицензий: может быть применён в случае повторения ошибок в соблюдении требований;
- Гражданский штраф: в Великобритании он обычно принимает форму «сложных штрафов» вместо судебного преследования, обычно рассчитываемых в размере трёхкратной стоимости рассматриваемых предметов за вычетом скидки до 50% за добровольное раскрытие информации.
- Уголовное преследование: обычно применяется к случаям преднамеренных нарушений, наказания варьируются до неограниченных штрафов и/или десяти лет лишения свободы.

## Дополнительные территории
- Бермудские острова — самоуправляемая британская заморская территория, на которой действуют санкции Великобритании. В отличие от других заморских территорий (например, см. Каймановы острова), санкции Великобритании не вступают в силу автоматически через постановления Совета, принимаемые Тайным советом Великобритании. Они вводятся во внутреннее законодательство Законом о международных санкциях 2003 года, Положением о международных санкциях 2013 года и Положением о внесении поправок в Положение о международных санкциях 2020 года.
- Британские Виргинские острова  являются самоуправляемой британской заморской территорией. Санкции Великобритании распространяются на БВО посредством Указов в Совете, принятых Тайным советом Великобритании.
- Гибралтар — самоуправляемая британская заморская территория. Закон о санкциях Гибралтара предусматривает соблюдение санкций Великобритании, ООН и ЕС, а также автономный режим санкций.
- Джерси — коронное владение Британской короны, которое в целом соблюдает санкции Великобритании и ООН.
- Каймановы острова — самоуправляемая британская заморская территория. Санкции Великобритании распространяются на Каймановы острова посредством Указов в Совете, принятых Тайным советом Великобритании.
- Мэн — коронное владение Британской короны, которое в целом соблюдает санкции Великобритании и ООН.